# Diócesis de La Ceiba
La diócesis de La Ceiba (en latín: Dioecesis Ceibensis) es una circunscripción eclesiástica de la Iglesia católica en Honduras. Se trata de una diócesis latina, sufragánea de la arquidiócesis de San Pedro Sula. El 12 de junio de 2025 el papa León XIV nombró a Jenrry Johel Velásquez Hernández como obispo de la diócesis.

## Territorio y organización
La diócesis tiene 4251 km² y extiende su jurisdicción sobre los fieles católicos de rito latino residentes en los departamentos de Atlántida e Islas de la Bahía.
La sede de la diócesis se encuentra en la ciudad de La Ceiba, en donde se halla la Catedral de San Isidro Labrador. 
En 2021 en la diócesis existían 14 parroquias.

## Historia
La diócesis fue erigida el 30 de diciembre de 2011 con la bula Cum ad provehendam del papa Benedicto XVI, obteniendo el territorio de la diócesis de San Pedro Sula (hoy arquidiócesis).
Originalmente Arquidiócesis de Tegucigalpa sufragánea de Tegucigalpa, el 26 de enero de 2023 el papa Francisco elevó la diócesis de San Pedro Sula a arquidiócesis metropolitana y la diócesis de La Ceiba fue asignada como sufragánea de la nueva demarcación eclesiástica.

## Estadísticas
Según el Anuario Pontificio 2022 la diócesis tenía a fines de 2021 un total de 407 865 fieles bautizados.
| Año                                                                             | Población            | Población | Población      | Sacerdotes | Sacerdotes    | Sacerdotes    | Bautizados por sacerdote | Diáconos permanentes | Religiosos | Religiosos | Parroquias |
| Año                                                                             | Bautizados católicos | Total     | % de católicos | Total      | Clero secular | Clero regular | Bautizados por sacerdote | Diáconos permanentes | Varones    | Mujeres    | Parroquias |
| ------------------------------------------------------------------------------- | -------------------- | --------- | -------------- | ---------- | ------------- | ------------- | ------------------------ | -------------------- | ---------- | ---------- | ---------- |
| 2011                                                                            | 398 800              | 547 709   | 72.8           | 21         | 6             | 15            | 18 990                   |                      | 4          | 38         | 11         |
| 2012                                                                            | 398 800              | 547 709   | 72.8           | 21         | 8             | 13            | 18 990                   |                      | 17         | 38         | 11         |
| 2013                                                                            | 407 000              | 560 000   | 72.7           | 26         | 8             | 18            | 15 653                   |                      | 22         | 44         | 12         |
| 2016                                                                            | 430 274              | 592 008   | 72.7           | 28         | 10            | 18            | 15 366                   |                      | 21         | 36         | 14         |
| 2019                                                                            | 406 800              | 537 600   | 75.7           | 31         | 14            | 17            | 13 122                   |                      | 21         | 39         | 14         |
| 2021                                                                            | 407 865              | 545 360   | 74.8           | 28         | 14            | 14            | 14 566                   |                      | 18         | 39         | 14         |
| Fuente: Catholic-Hierarchy, que a su vez toma los datos del Anuario Pontificio. |                      |           |                |            |               |               |                          |                      |            |            |            |

## Episcopologio
- Michael Lenihan, O.F.M. (30 de diciembre de 2011-26 de enero de 2023 nombrado arzobispo de San Pedro Sula)
  - Sede Vacante (26 de enero de 2023 - 12 de junio de 2025)
- Jenrry Johel Velásquez Hernández, desde el 12 de junio de 2025.